# Asura insularis
Asura insularis là một loài bướm đêm thuộc phân họ Arctiinae, họ Erebidae.